# 布萊克島海峽
布萊克島海峽（英語：Black Island Channel）是南極洲的海峽，位於威廉群島的阿根廷群島地區，處於布萊克島和斯丘厄島之間，寬0.2公里，在1935年由英國探險隊繪入地圖，現時由南極條約體系管理。